# تين إسفيني الأوراق
تين إسفيني الأوراق (الاسم العلمي:Ficus sphenophylla) هو نوع من النباتات يتبع جنس التين من الفصيلة التوتية.